# Nord (Hannover)
Nord ([nɔɐ̯t] ) ist der 13. Stadtbezirk in der niedersächsischen Landeshauptstadt Hannover. Er hat 32.987 Einwohner (15.631 Frauen und 17.356 Männer) und besteht aus den Stadtteilen Nordstadt (17.872 Einwohner), Hainholz (7.796 Einwohner), Brink-Hafen und Vinnhorst (zusammen 7.319 Einwohner) (Stand 31. Dezember 2022).

## Nordstadt
Die Nordstadt erstreckt sich auf einem rund 2,5 km² großen Areal zwischen der Bahnstrecke Hannover–Minden im Norden und Osten, dem Berggarten und dem Großen Garten im Westen, der Steintormasch und der Leine im Süd-Westen und dem über Schloßwender und Arndtstraße führenden Cityring im Süd-Osten. An vorgenannter Bahnstrecke liegt auch eine gleichnamige S-Bahn-Station.
Der Engelbosteler Damm trennt als Hauptgeschäftsstraße die Nordstadt in einen im Krieg stark zerstörten, nach 1946 wiederaufgebauten Ostteil mit örtlich viel Gewerbenutzung und einen nach 1985 sanierten Altbaubereich mit überwiegender Wohnnutzung. Daran schließt sich im Westen eine durch einen Gürtel aus Universitäts-, Friedhofs- und Krankenhausflächen abgetrennte ruhige Villengegend an. Im Südwesten bieten der Welfengarten und der Georgengarten sowie die daran anschließenden Kleingärten und Sportanlagen Flächen für Naherholung.
Mit dem Klinikum Nordstadt befindet sich ein Krankenhaus des Klinikums Region Hannover im Stadtteil. Nahe der Bahnlinie im Osten ist seit 2014 die neue Feuer- und Rettungswache 1 der Feuerwehr Hannover in Dienst.

### Geschichte

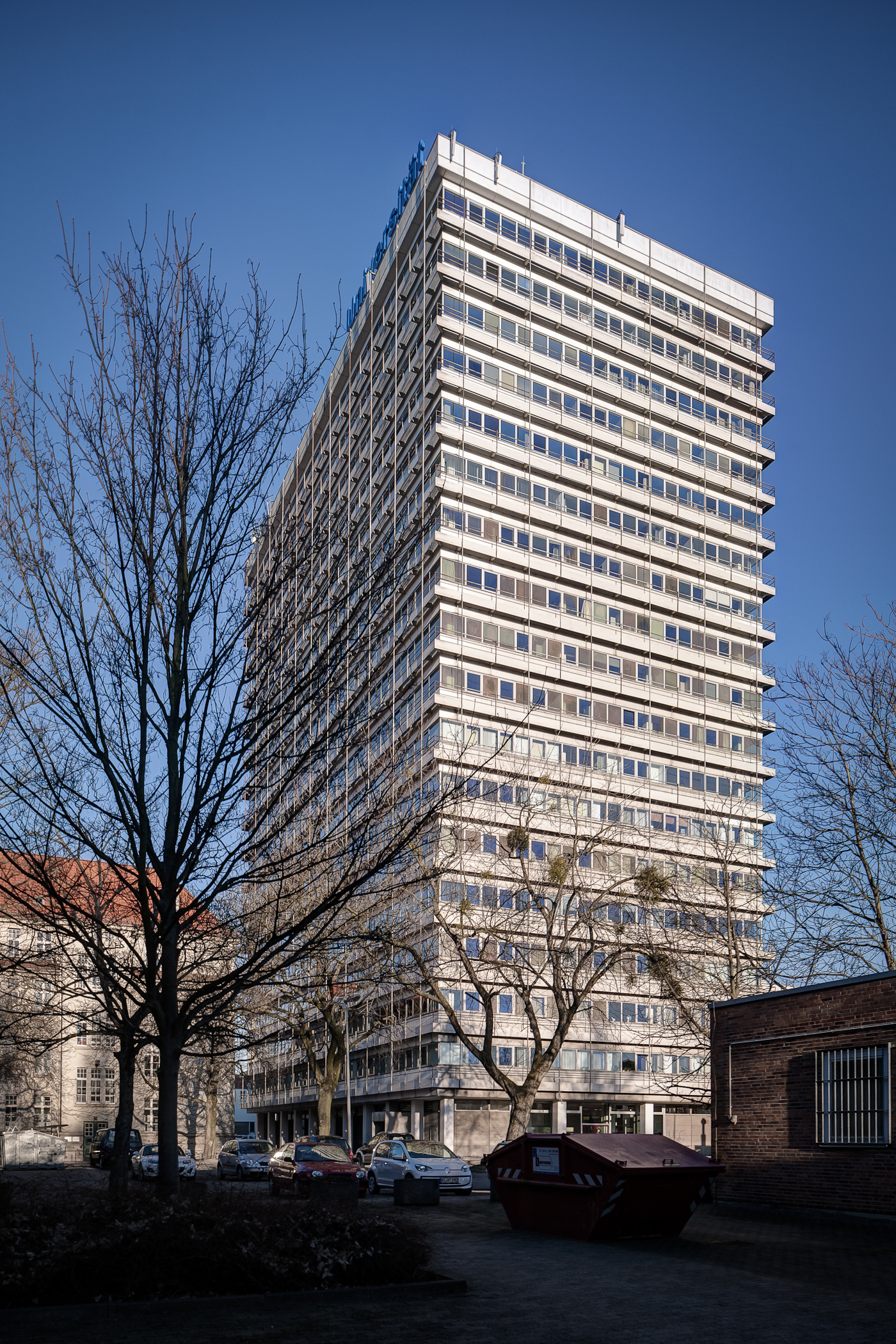
Das zur Universität gehörende Hochhaus an der Appelstraße wurde 1972 fertiggestellt.

Im Gebiet der heutigen Nordstadt erinnern die Straßennamen „Am Puttenser Felde“ und Schöneworth an mittelalterliche Wüstungen. Die Nordstadt hat sich aus der „Steintor-Gartengemeinde“ entwickelt, einer einst zum Amt Langenhagen gehörigen, ländlich strukturierten Verwaltungseinheit, die 1793 zum Amt Hannover kam. Eine Keimzelle des heutigen Stadtteils erkennt man noch rund um den um 1650 angelegten Alten Jüdischen Friedhof, wo mit der 1742 gegründeten „königlich privilegierten Wachstuchmacherey vor dem Steinthore“ Hannovers ältester Industriebetrieb entstand – außerhalb der damaligen Stadtmauer. Hier steht Hannovers letztes erhaltenes Gartenhaus, ein klassizistischer Fachwerkbau von 1820 und zugleich das älteste Haus der Nordstadt.
Nachdem die Einwohnerzahl zwischen dem Dorf Hainholz und der ehemaligen Stadtgrenze von Hannover im heutigen Gebiet der Nordstadt auf über 7.000 Menschen angestiegen war, genehmigte das königliche Ministerium die Gründung einer neuen evangelisch-lutherischen Gemeinde. Als Gotteshaus diente ab dem 28. August 1859 übergangsweise die Nikolaikapelle am Klagesmarkt. Nach langen Diskussionen und der Einsicht, dass die Gemeinde kaum Mittel für einen Kirchenbau aufbringen konnte, schüttete man am nördlichen Ende des Klagesmarkts den inzwischen versandeten „Ochsenpump“ zu und baute mit dem Geld und unter dem Patronat von König Georg V. 1859–64 die Christuskirche, die als Residenzkirche nahezu zeitgleich mit dem Welfenschloss entstand.
Nach der Schlacht bei Langensalza 1866 und der Annexion des Königreichs Hannover durch Preußen wurde nun verstärkt das Militär zum bestimmenden Wirtschaftsfaktor in der Nordstadt. Anstelle der vorgesehenen Paläste rund um Königsworther Platz, Georgengarten und Welfenschloss für den Hofstaat der an den Wiener Hof geflohenen Familie Georg V. sollten nun weitere Militäreinrichtungen und Fabriken entstehen.
Bis zum Ausbruch des Ersten Weltkriegs erlebte die Nordstadt einen rasanten Anstieg ihrer Bevölkerungszahl, der eine sehr dichte geschlossene Blockbebauung notwendig machte.
Der Erste Weltkrieg brachte einen großen Rückschritt. Viele der hier angesiedelten kleinen Fuhrunternehmen mussten wegen Auftragsmangels schließen. Der Wegfall preiswerter Importe aus den deutschen Kolonien und die galoppierende Inflation belasteten die hier ansässige Konsumgüterindustrie, wie die Schokoladenfabrik Sprengel.
Durch die Luftangriffe auf Hannover im Zweiten Weltkrieg wurde vor allem das Gebiet östlich des Engelbosteler Damms zerstört, bedingt durch unmittelbare Nähe zum Hauptgüterbahnhof Hannover und die angrenzende Continental AG. Die Fliegerbomben sollten vor allem die kriegswichtige Gummiproduktion und die Transportmöglichkeiten der Eisenbahn treffen.
Der Wiederaufbau in den 1950er Jahren zeigte anfangs große wirtschaftliche Erfolge, die mit einem erneuten Anstieg der Bevölkerungszahl einhergingen. Ab 1972 setzte ein schleichender wirtschaftlicher Niedergang ein, der zu zahlreichen Firmenschließungen und Arbeitsplatzverlusten führte. Lediglich die Universität konnte ihren dominierenden Einfluss auf den Stadtteil weiter ausbauen. So wurde im gleichen Jahr das städtebaulich prägende Hochhaus an der Appelstraße bezogen, in dem Institute des Bauingenieurswesens und der Elektrotechnik untergebracht sind. 1972 gründete sich im Stadtteil das Unabhängige Jugendzentrum Kornstraße als autonomes Jugendzentrum, das neben dem UJZ Glocksee als das älteste seiner Art in Deutschland gilt.
Im Zuge der Umnutzung des ehemaligen Hauptgüterbahnhofs wurden auf dem großen Brachgelände zwischen Bahnstrecke und der neu geschaffenen Gertrud-Knebusch-Straße Gewerbebauten errichtet. Die umgebauten Hallen beherbergen heute Lebensmittelgroßhandel und Sporteinrichtungen. Vor allem im nördlichen Bereich zwischen Weidendamm und Engelbosteler Damm haben sich kleine und mittelständische Unternehmen gehalten. Hier finden sich auch mehrere Moscheen verschiedener Religionsgruppen.
Um dem Verfall der alten Bausubstanz entgegenzuwirken und den Stadtteil insbesondere für junge Familien wieder attraktiver zu machen, wurde 1985 ein umfangreiches Stadtteilsanierungsprogramm gestartet. Im Zuge dieser Maßnahmen kam es auch zu spektakulären Grundstücksverkäufen und gewalttätigen Auseinandersetzungen mit Hausbesetzern aus der autonomen Szene, die sich dadurch in der Nordstadt mehrere Zentren erkämpft haben. Besonders die Chaostage 1995 hatten das Sprengelgelände in der Nordstadt als wesentlichen Standort von Auseinandersetzungen zwischen Punks und Polizei.

### Historische Bauten und Denkmäler

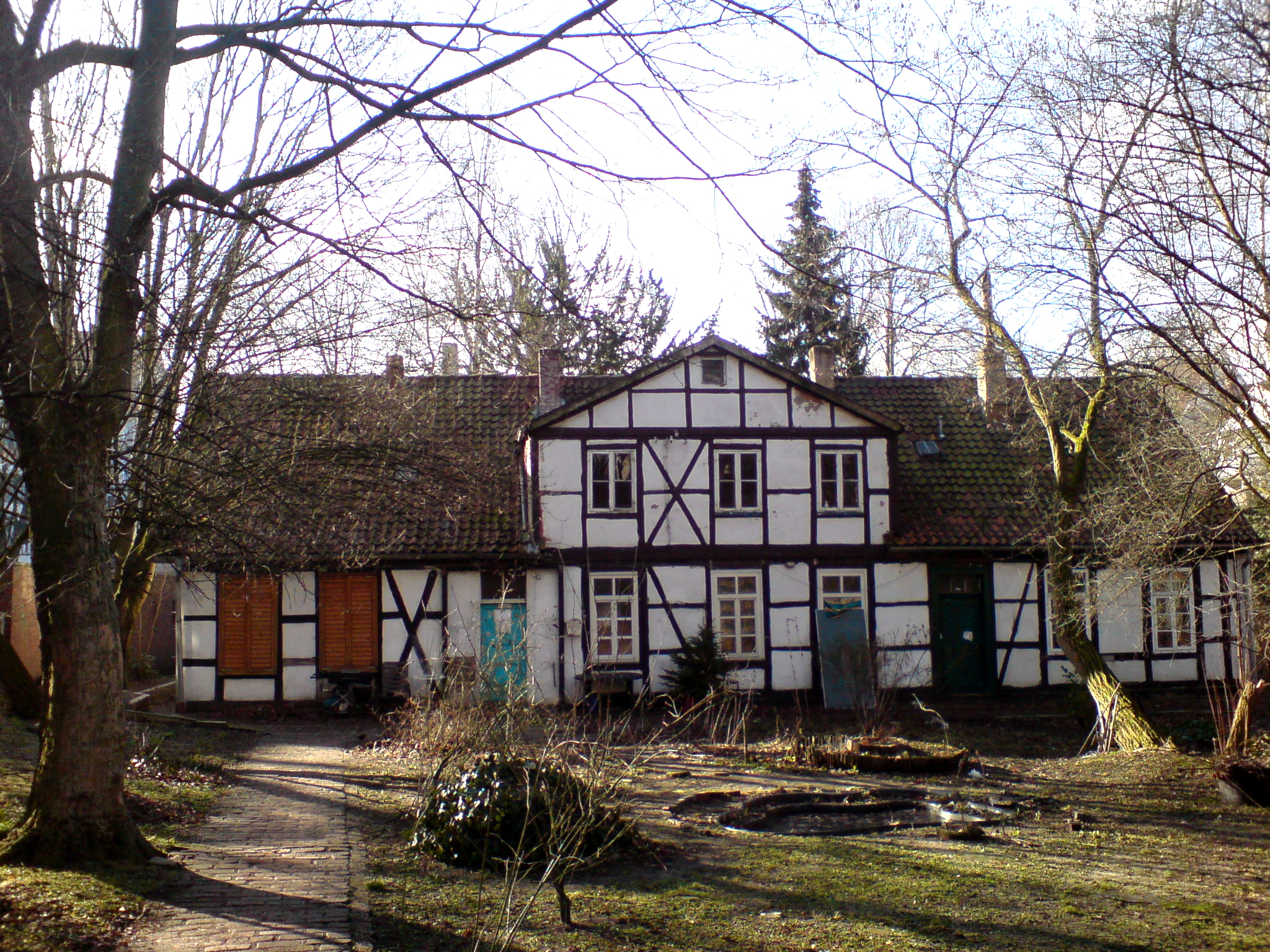
Das Gartenhaus Am Judenkirchhof von 1820

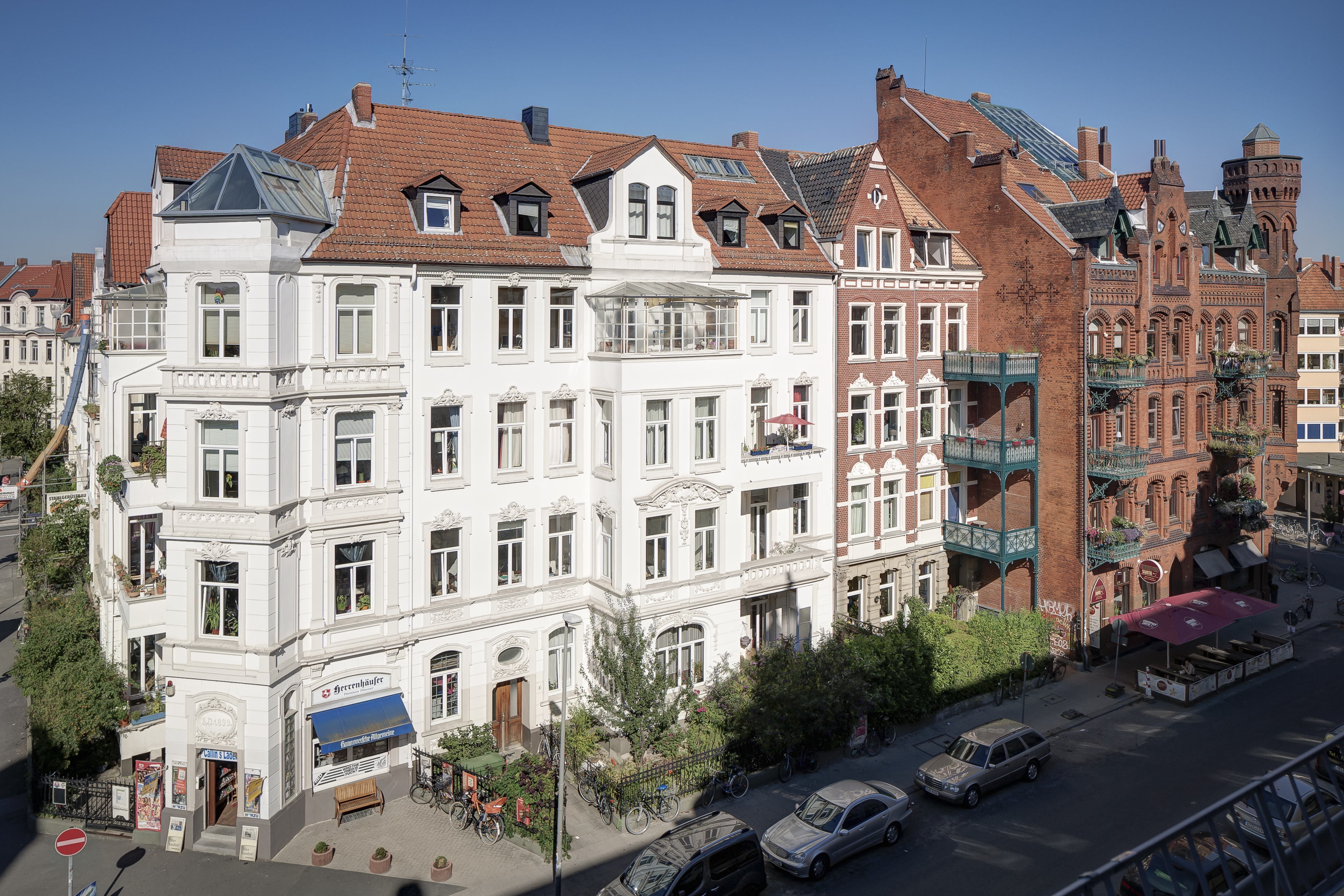
Wilhelminische Architektur in der Callinstraße

Das Gartenhaus Am Judenkirchhof 11c ist das letzte Zeugnis der ursprünglich ländlichen Besiedelung außerhalb der Stadtbefestigung Hannover. Das heute denkmalgeschützte Gebäude wurde um 1820 als schlichter klassizistischer Fachwerkbau mit hohem Zwerchhaus über drei mittleren Achsen errichtet. Der ehemals ebenfalls symmetrisch angelegte Garten wird zur Straßenseite hin von einer etwa gleich alten Mauer mit hohem geschmiedeten Eisenzaun begrenzt. Das Gebäude ist das älteste erhaltene Wohngebäude im Stadtteil Nordstadt. Es war Eigentum des Landes Niedersachsen und stand im Besitz der Leibniz Universität Hannover. Bis Anfang 2010 befand sich im Gebäude die Iranische Bibliothek Hannover. Ende 2010 wurde das Objekt an eine Privatperson verkauft.
Seitlich am Gartenhaus vorbei führt ein unbefestigter Fußweg über ein großes, Jahrzehnte brachliegendes Grundstück. Darüber ist zwischen dem Brüggemannhof und den Villen an der Wilhelm-Busch-Straße die Rückseite der ehemaligen Geschäftsbücherfabrik J. C. König & Ebhardt zu erreichen. Dort befindet sich der Hintereingang des Leibniz Universität IT Services der Leibniz Universität Hannover.
Direkt gegenüber dem Gartenhaus liegt auf einer baumbestandenen Sanddüne der Alte Jüdische Friedhof, einer der ältesten jüdischen Begräbnisplätze in Norddeutschland.
Das Welfenschloss wurde 1857–1866 von Christian Heinrich Tramm und dessen Nachfolger Eduard Heldberg als neue Residenz König Georgs V. von Hannover geplant und gebaut. Die Annexion des Königreiches Hannover durch Preußen führte 1866 zur vollständigen Einstellung aller Baumaßnahmen. Nach einem von Hermann Hunaeus geplanten Umbau konnte der Bau ab 1879 als Hauptsitz der Technischen Hochschule genutzt werden, dem Vorläufer der heutigen Leibniz Universität Hannover.
Vor der Südfassade des Schlosses steht das um 1876 von Albert Wolff errichtete Niedersachsenross, das als Vorlage für das 1946 eingeführte, niedersächsische Landeswappen diente.
Von dem 1863–1866 durch Eduard Heldberg errichteten Marstallgebäude ist nur einer von ehemals vier Seitenflügeln erhalten geblieben, der heute als Teil der 1963–1965 errichteten Universitätsbibliothek genutzt wird.
Die Christuskirche wurde 1859–1864 von Conrad Wilhelm Hase als Residenzkirche König Georgs V. geplant und gebaut. Sie ist als erster Kirchenneubau Hannovers im 19. Jahrhundert ein Beispiel für die durch Hase begründete Hannoversche Architekturschule und europäisches Kulturdenkmal.
An der Strangriede liegt der 1864 eröffnete Neue Jüdische Friedhof, auf dem sich mit der Predigthalle der einzig erhaltene Sakralbau des Architekten Edwin Opplers befindet. Opplers bedeutendster Sakralbau, die neue Synagoge an der Burgstraße in der Calenberger Neustadt, wurde in der Reichspogromnacht 1938 durch Brandstiftung schwer beschädigt und noch vor Kriegsende gesprengt und vollständig abgetragen.
Ebenfalls an der Strangriede liegt der neue St.-Nikolai-Friedhof, auf dem einige bekannte hannoversche Unternehmer bestattet wurden.
Nördlich davon befindet sich das 1891–1895 errichtete Nordstadtkrankenhaus, welches mit seinem Pavillonsystem einen für die damaligen Verhältnisse höchst fortschrittlichen Krankenhaustyp einführte und heute eines der größten Krankenhäuser der Region Hannover ist.
Die katholische St.-Marien-Kirche entstand 1885–1890 (Architekt Christoph Hehl). Das Kirchenschiff wurde nach der Kriegszerstörung 1953/1954 in moderneren Formen neu gebaut.

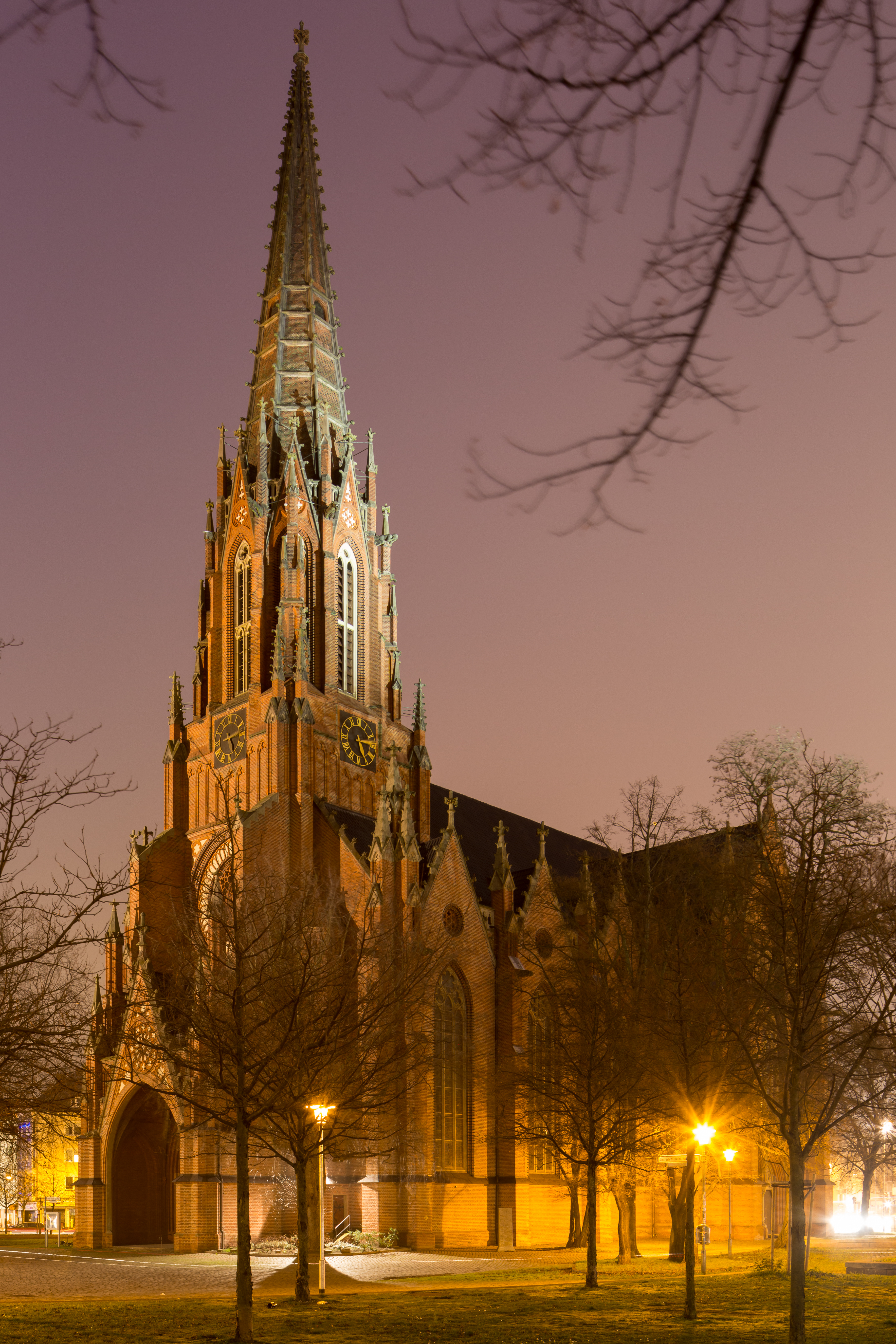
Christuskirche
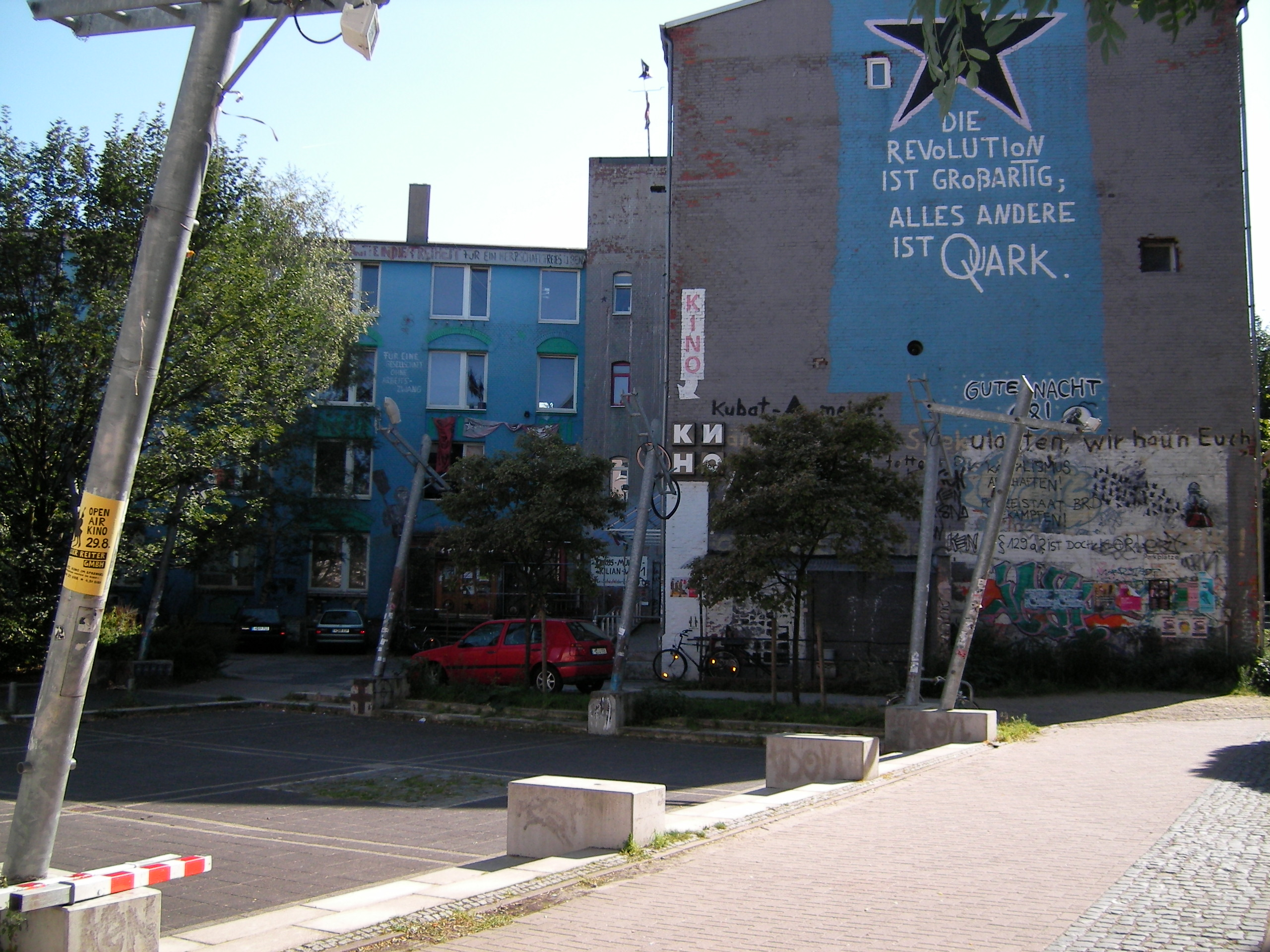
Sogenanntes „Sprengelgelände“ als Teil der ehemaligen „Kofferfabrik“ Gebr. Grebenstein, um 2008
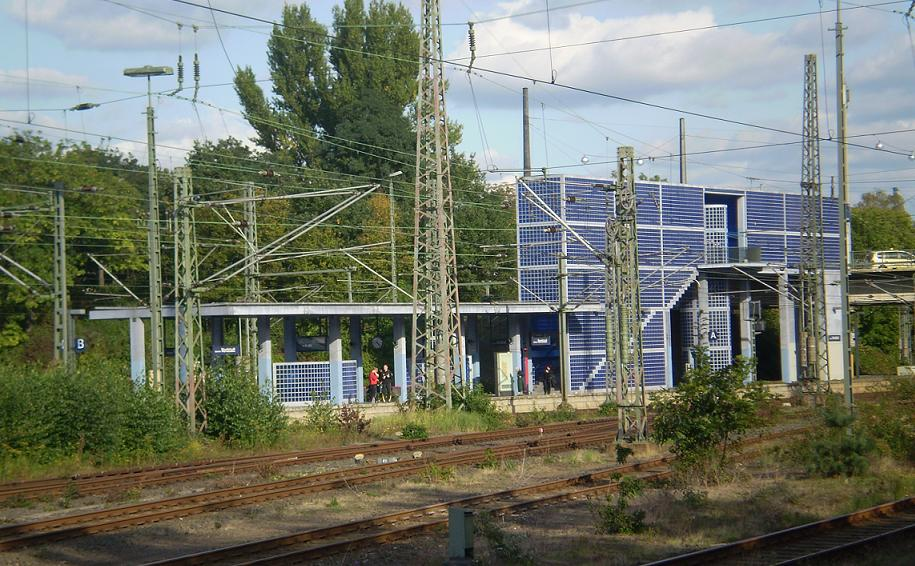
Bahnhof Hannover-Nordstadt

Die Nordstadt wird von den S-Bahn-Linien 1, 2, 4 und 5 und den Stadtbahnlinien 4, 5, 6 und 11 erschlossen.
Im zentralen Bereich der Nordstadt ist ein konsequentes Konzept zur Beruhigung des motorisierten Verkehrs umgesetzt worden. Mit dem Taschenkonzept wird Durchfahrts-Verkehr weitgehend vermieden, indem Fahrzeuge etwa dort wieder aus dem Wohngebiet ausfahren müssen, wo sie auch hereingefahren sind. Die Durchfahrt wird durch Sperrungen verhindert.

## Hainholz

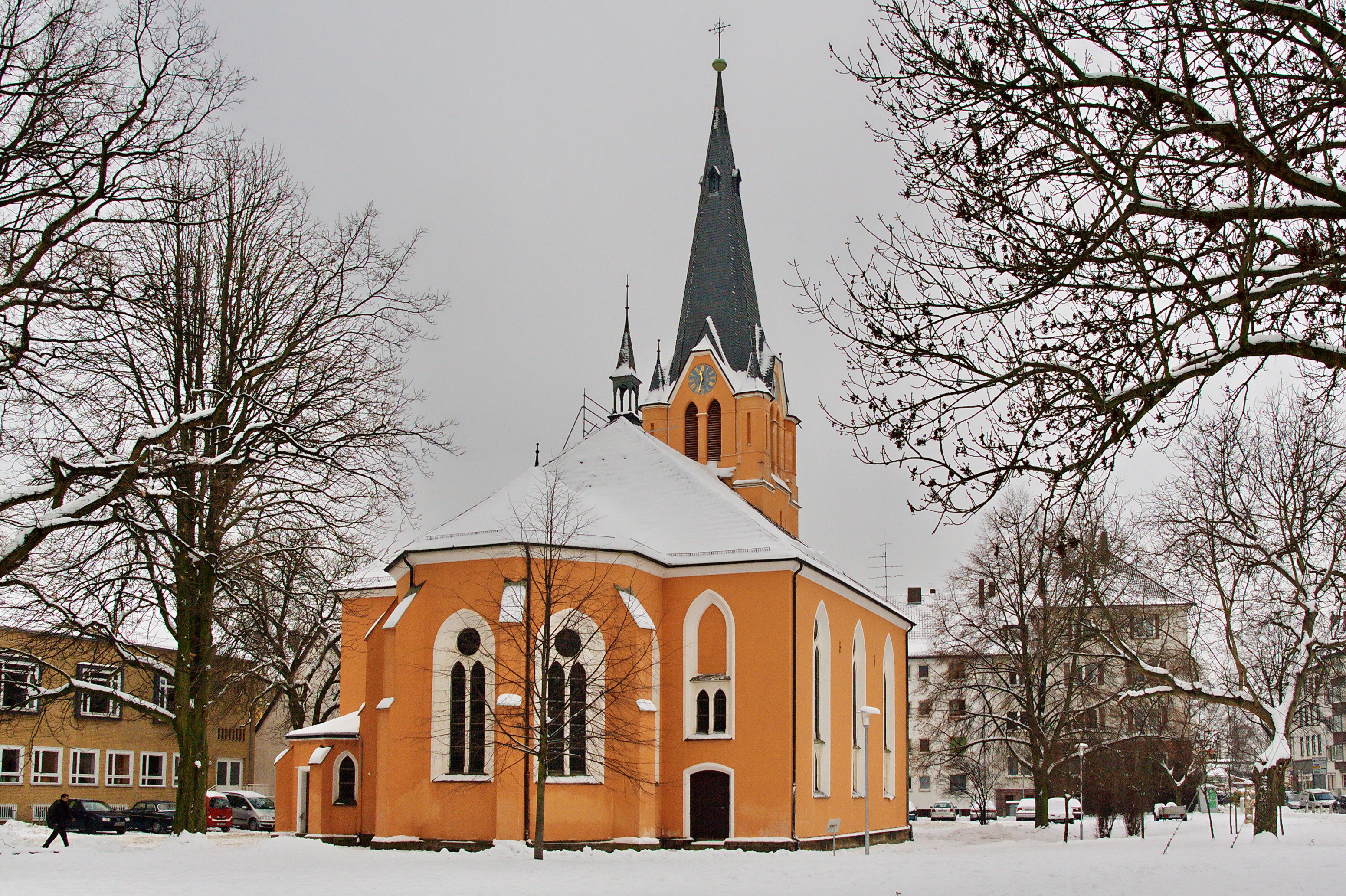
Die ev.-luth. Kirche St. Marien im Stadtteil Hainholz

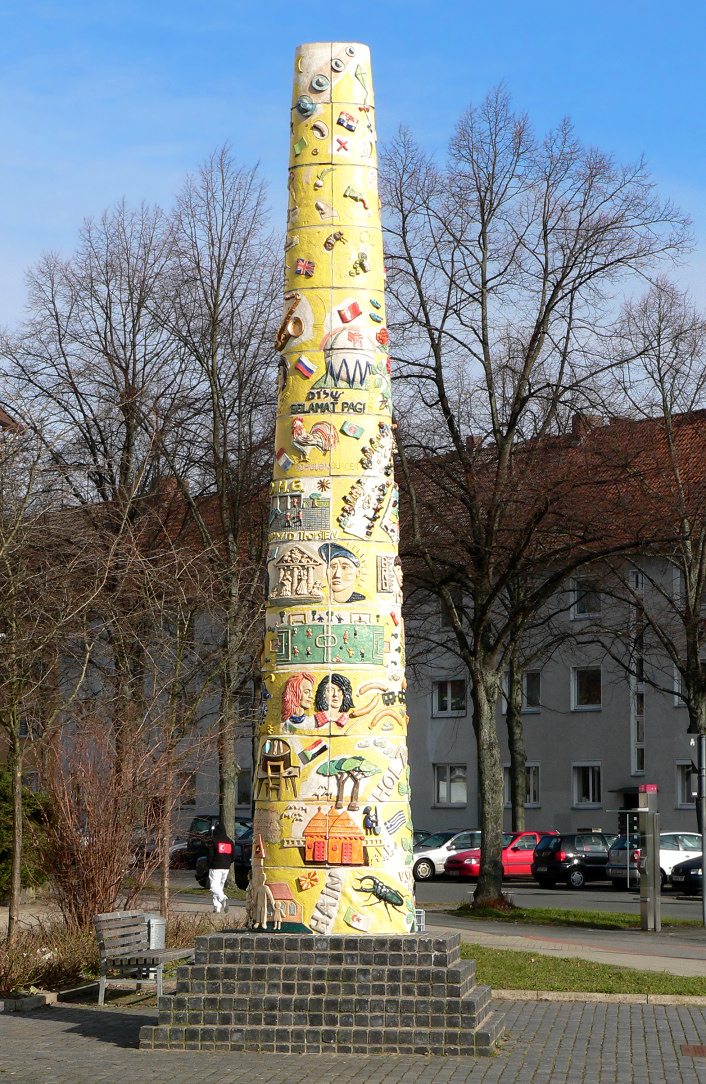
Hainholz-Stele des Künstlers Siegfried Neuenhausen

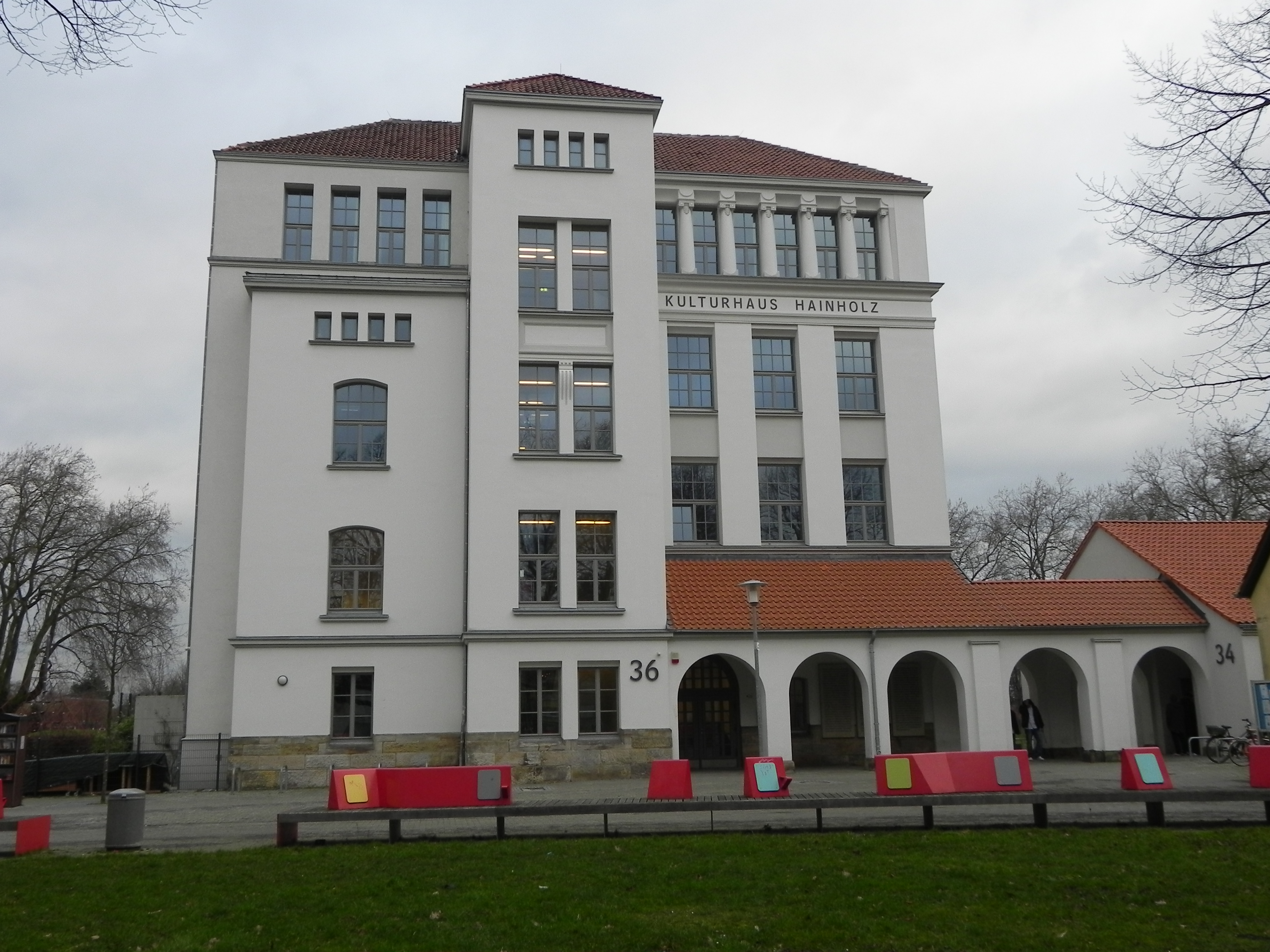
Kulturhaus Hainholz

Der Stadtteil Hainholz liegt nördlich der Bahnstrecke Hannover–Minden, im Westen wird er begrenzt durch den Burgweg und den Vinnhorster Weg, im Norden durch die Schulenburger Landstraße und den Erlenweg, im Osten durch den Rübenkamp und die nördliche Fenskestraße.
Grabungsfunde weisen auf eine frühe Besiedelung der Gegend von Hainholz hin. Der Name Heynholtz wird dabei als Hinweis gedeutet, dass hier in vorchristlicher Zeit eine heilige Stätte zur Verehrung heidnischer Götter existierte. Im Zuge der Christianisierung entstand an dieser Stelle eine Kapelle mit einem steinernen Marienbild, welches 1394 in einer Urkunde von Otto II. von Braunschweig-Lüneburg erstmals erwähnt wurde. Während das Marienbild verloren ging, sind Reste des aus der gleichen Zeit stammenden Kirchenchors erhalten geblieben. Die erste urkundliche Erwähnung des Dorfes Heynholtz datiert aus dem Jahr 1425.
Während der Zeit des Dreißigjährigen Krieges ließ David Meyer, seinerzeit Pastor an der Marktkirche in Hannover, eine Gedenktafel für 21 bei Hainholz gefallene Bürger anfertigen. Die Tafel findet sich heute im Bödekersaal der Marktkirche.
Im Jahre 1891 wurde Hainholz nach Hannover eingemeindet. Zwischen 1933 und 1940 befand sich im Stadtteil der Sender Hannover-Hainholz.
Im Jahre 1864 wurden die heutigen VSM Vereinigte Schmirgel- und Maschinen-Fabriken in Hainholz gegründet. Der bedeutendste Industriebetrieb des Stadtteils stellt Schleifmittel her. Von 1871 bis 1929 bestand die Hannoversche Glashütte. Im Norden des Stadtteils wurde zwischen 1959 und 1963 die Justizvollzugsanstalt Hannover errichtet. Die größte niedersächsische Justizvollzugsanstalt hat rund 1000 Haftplätze. Im Stadtteilpark befindet sich das Naturbad Hainholz. In der Nähe liegt die Grundschule Fichteschule. Ein bekannter Verein ist der zweifache deutsche Rugbymeister VfV Hannover-Hainholz. Der Künstler Siegfried Neuenhausen hat seit 1983 in der früheren Hainhölzer Kornfabrik sein Atelier. Mit der Hainholzstele schuf er einen sichtbaren künstlerischen Akzent im Stadtteil. Hainholz wird von der Stadtbahnlinie 6 und der Buslinie 121 erschlossen.
Nach einer Repräsentativerhebung der Stadt Hannover aus dem Jahr 2008 ist die Hainhölzer Bevölkerung im hannoverschen Vergleich mit ihrem Stadtteil am unzufriedensten.
Am Hainhölzer Markt befindet sich mit dem Kulturhaus Hainholz ein Stadtteilzentrum, das sowohl der Nahversorgung als auch als Treffpunkt dient.

## Vinnhorst

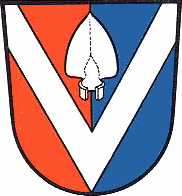
Wappen Vinnhorst

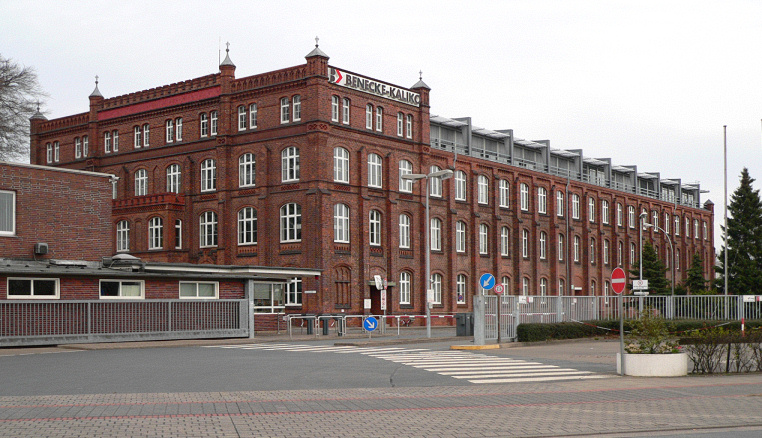
Verwaltungsbau der Benecke-Kaliko

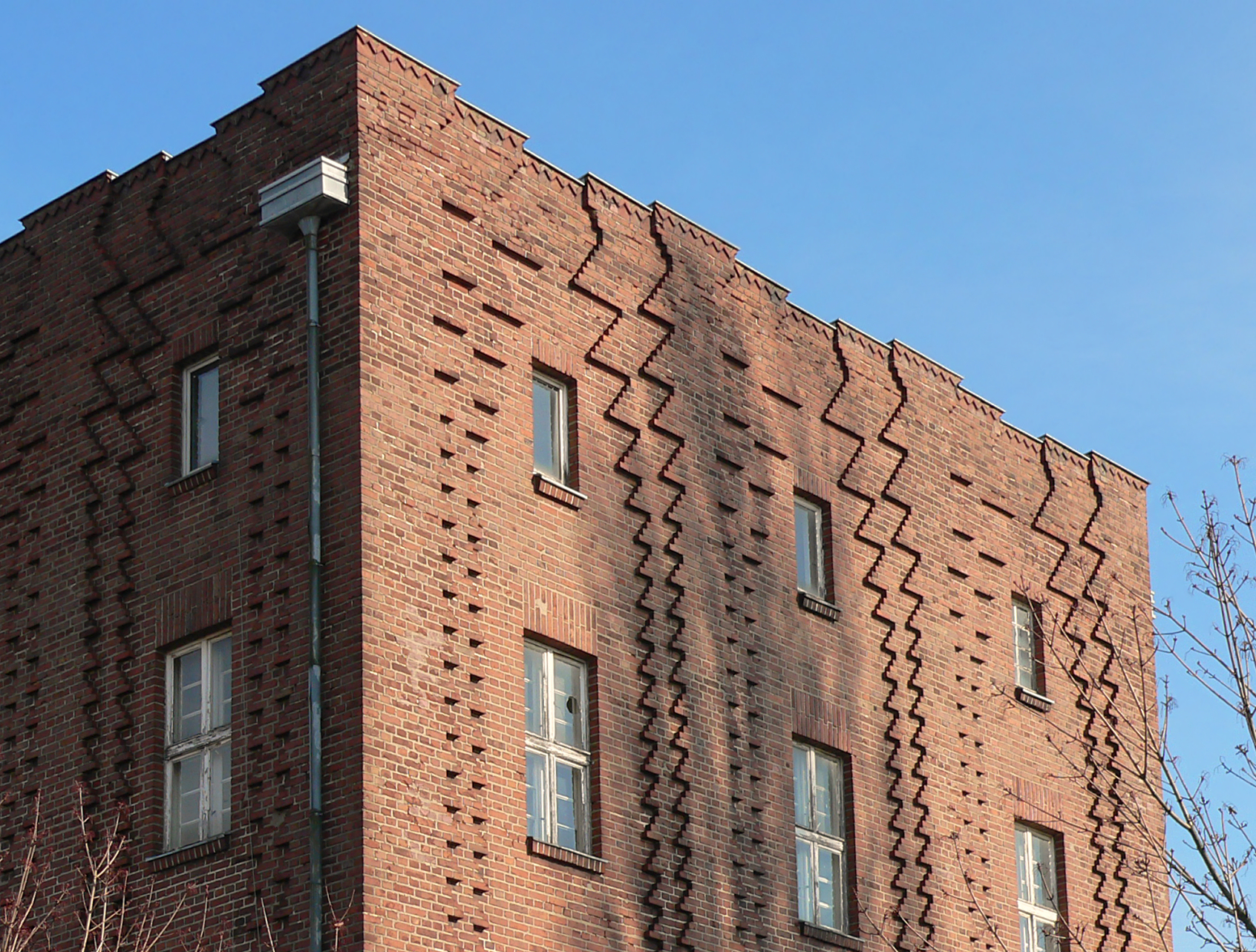
Baudetail an der Fassade des von Hans Poelzig errichteten Klinkerbaus

Vinnhorst wird im Norden begrenzt durch die A 2, im Südwesten durch die Schulenburger Landstraße, im Osten durch die Gleise der Hafenbahn und den Mittellandkanal und im Süden durch den Erlenweg. Das im Süden von Vinnhorst gelegene Wohngebiet Friedenau am Kanal zwischen Friedenauer Straße, Schulenburger Straße und Erlenweg gehörte bis 1974 zur Stadt Langenhagen Ortsteil Brink.
Vinnhorst verdankt seine Entstehung zwei Bauernstellen aus dem frühen Mittelalter, die im 12. Jahrhundert als „Hoff to der Vynhorst“ und „Hoff der Dörlinge“ erstmals urkundlich erwähnt wurden. Seit 1874 erinnert ein Gedenkstein an den verunglückten Graf von Beust. 
Jahrhunderte hindurch war Vinnhorst eine kleine Landgemeinde bis um 1900 die Firma J. H. Benecke ihren Betrieb hierher verlegte. An der Beneckeallee nahe der Kanalbrücke steht ein 1921–1922 vom Architekten des Expressionismus Hans Poelzig errichteter Klinkerbau. Der in vielen Poelzig-Publikationen erwähnte Lagerschuppen in der Nähe des Klinkerhauses wurde im Juni 1997 abgerissen. Anfang des 20. Jahrhunderts entstand westlich des Ortes mit dem Bau des Kurhauses Mecklenheide die erste Außensiedlung. Im Jahre 1903 wurde die Gemeinde Vinnhorst ein selbstständiges Gemeinwesen mit eigener Verwaltung. Eine rege Bautätigkeit setzte um 1922 mit der Gründung des Vinnhorster Bauvereins ein, die zum Entstehen des Ortsteils Friedenau führte. Vinnhorst wurde am 1. März 1974 im Rahmen der niedersächsischen Gebietsreform in die Stadt Hannover eingemeindet. Am 27. September 1997 feierte der Stadtteil seine 600-Jahr-Feier.
Mit der Luthereiche Alt-Vinnhorst in der Nähe des Bahnhofs Vinnhorst und der Eiche Fischteichweg 1 Ecke Straße Alt-Vinnhorst sind in Vinnhorst zwei Eichen als Naturdenkmale seit 1989 geschützt.
Vinnhorst wird von den S-Bahn-Linien 4 und 5 und der Stadtbahnlinie 6 erschlossen. Sportmöglichkeiten gibt es unter anderem beim TuS Vinnhorst, beim Vinnhorster Tennisverein, beim TTC Vinnhorst und beim 1907 gegründeten Schützenverein Vinnhorst. Zudem sorgt die 1902 gegründete Freiwillige Feuerwehr Vinnhorst, die 1974 mit der Eingemeindung an die Stadt Hannover der Feuerwehr Hannover angehört, für den abwehrenden Brandschutz und die allgemeine Hilfe. In Vinnhorst befinden sich die evangelisch-lutherische St.-Andreas-Kirche, die katholische St.-Hedwig-Kirche und eine Moschee. Seit März 2014 gibt es am Mittellandkanal zwischen den Brücken Friedenauer Straße und Beneckeallee einen 5-teiligen Skulpturenpfad mit in Baumstümpfe gearbeiteter Holzschnitzerei, geschaffen von Martin Bode.

## Brink-Hafen

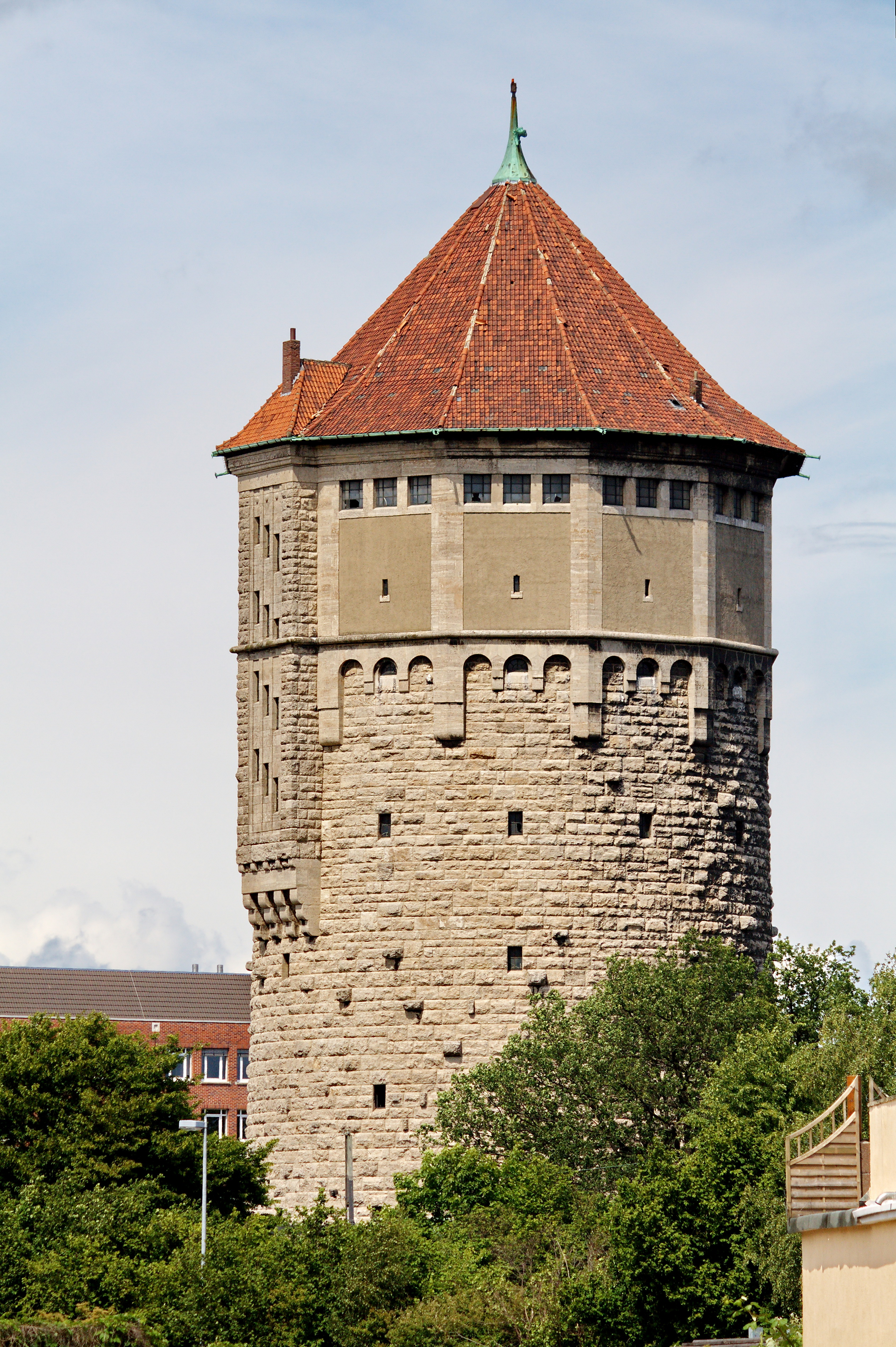
Wasserturm Hannover in Brink-Hafen

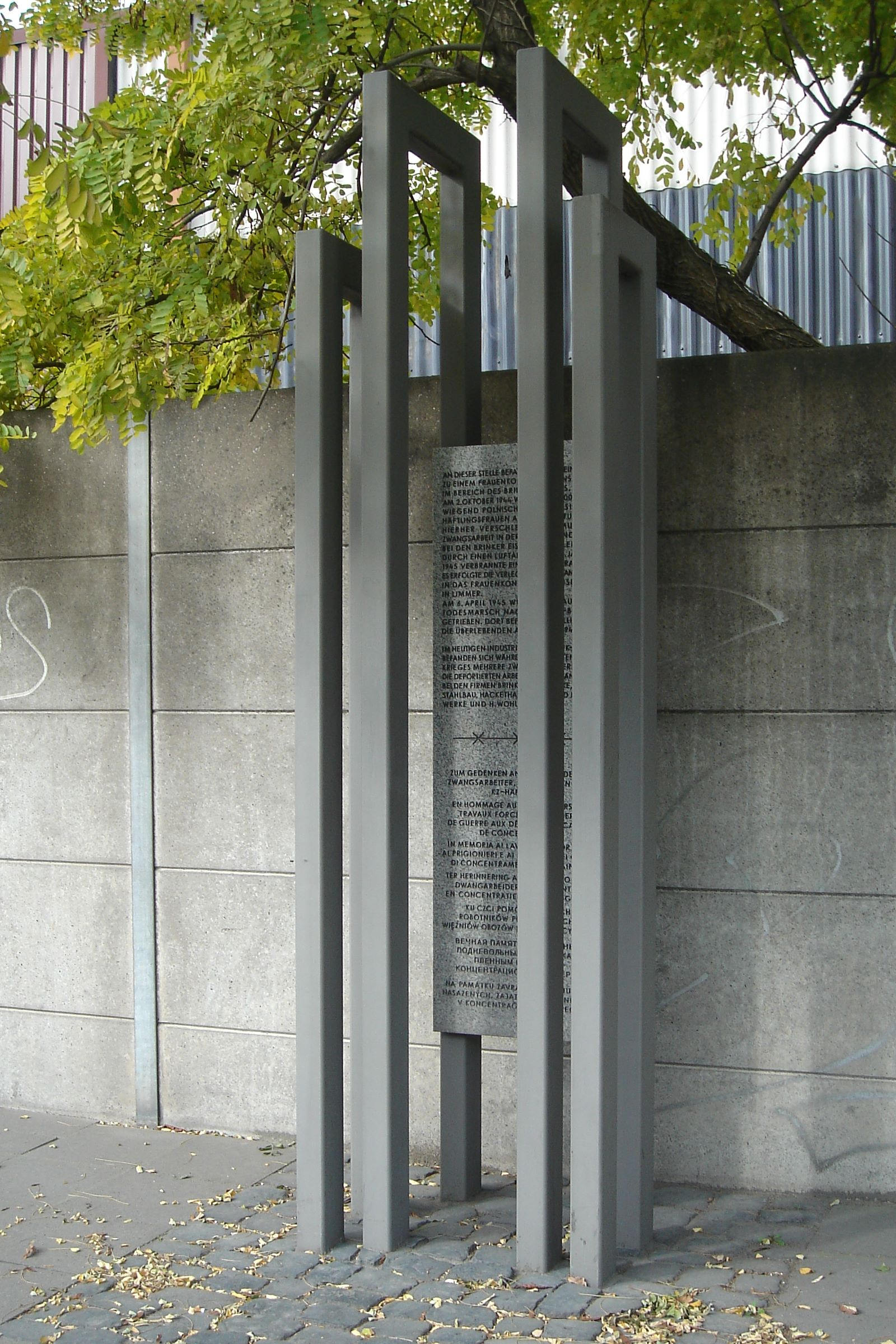
Mahnmal des KZ-Außenlagers Hannover-Langenhagen im Bereich des Brinker Hafens

Brink-Hafen ist nach dem ähnlich strukturierten Stadtteil Nordhafen der einwohnermäßig zweitkleinste Stadtteil in Hannover. Er ist benannt nach dem Brinker Hafen am Mittellandkanal. Die Hafenanlage gehörte seinerzeit zur selbstständigen Gemeinde Brink, die im Jahre 1938 (einschließlich Langenforth) zusammen mit Langenhagen die Gemeinde Langenhagen bildete. Nördlich des Kanals entwickelte sich das schon bestehende Gewerbegebiet Wiesenau der Gemeinde Brink großflächig weiter. Bis 1974 befanden sich der Brinker Hafen einschließlich des Gewerbegebiets, der Mittellandkanal über eine Strecke von 700 m und der Ortsteil Friedenau auf dem Gebiet der Stadt Langenhagen.
Neben dem Hafengebiet besteht der Stadtteil auch im Übrigen fast ausschließlich aus Industrie- und Gewerbeflächen. Im Osten ist er begrenzt durch die Vahrenwalder Straße, im Norden durch die A 2 und die Heinrich-Heine-Straße im Langenhagener Stadtteil Wiesenau, im Süden durch den Mittellandkanal und im Westen durch die Strecke der Hafenbahn.
Einen Hauptsitz oder größere Niederlassung in diesem Stadtteil haben z. B. die Firmen: SEH Engineering, Keymile, Kone, Nexans, Ricoh.
Vom 2. Oktober 1944 bis zum 6. Januar 1945 existierte auf dem heutigen Gewerbegebiet Brinker Hafen an der Hackethalstraße unweit der Straße Am Brinker Hafen, ein damals zu Langenhagen gehörendes Gebiet, das KZ-Außenlager Hannover-Langenhagen. Es war ein Außenlager des KZ Neuengamme für etwa 500 Frauen.

## Bezirksrat
Der Stadtbezirksrat für den Stadtbezirk Nord besteht aus 19 gewählten Mitgliedern. In seiner konstituierenden Sitzung am 11. November 2021 wählte der Bezirksrat Florian Beyer (Grüne) für eine Wahlperiode von fünf Jahren zum Bezirksbürgermeister. Er trat an Edeltraut Geschkes (SPD) Stelle, die in der Wahl um das Amt des Bezirksbürgermeisters mit 8:10 Stimmen unterlag. Neue Stellvertreterin ist Fuluk Liu-Rüsch (SPD).
Der Bezirksrat tagt etwa achtmal im Jahr öffentlich, in der Regel in einer Einrichtung in seinem Stadtbezirk, wegen der Pandemie auch im Ratssaal des hannoverschen Rathauses. Diese Sitzungen beginnen mit einer Bürgerfragestunde.
Die Sitzverteilung, die Mitglieder des Stadtbezirksrates und ihre Erreichbarkeit sind auf der Webseite Hannover.de dargestellt.
Die Stadt Hannover hat in ihrer Hauptsatzung von der Möglichkeit des Niedersächsischen Kommunalverfassungsgesetzes Gebrauch gemacht, dass die Mitglieder des Rates, deren Wahlbereich ganz oder teilweise im jeweiligen Stadtbezirk liegt oder die dort wohnen, dem Stadtbezirksrat mit beratender Stimme angehören.
Wahl 2021
Bei der Kommunalwahl vom 12. September 2021 verdrängte Bündnis 90/Die Grünen die SPD als stärkste Partei und erhielt 7 Sitze, die SPD nur noch 5 Sitze. Die CDU und Die Linke bekamen je 2 Sitze. FDP, die PARTEI und die AfD erreichten je einen Sitz. Von den 19 gewählten Mitgliedern des Bezirksrates sind zehn Frauen (Grüne fünf, SPD drei, CDU und Linke je eine). Der gewählte Kandidat der AfD nahm das Mandat nicht an. Da diese Partei weitere Kandidaten nicht aufgestellt hatte, wird der Bezirksrat in der Wahlperiode vom 1. November 2021 an nur aus 18 Mitgliedern bestehen.
Wahlen 2016
Bei der Kommunalwahl vom 12. September 2016 erhielt die SPD 31,5 % der Wählerstimmen (6 Sitze), gefolgt von den Grünen mit 21,1 % (4 Sitze). Es folgen die CDU mit 20,4 % (4 Sitze), die Partei Die Linke mit 11,4 % (2 Sitze) sowie die PARTEI mit 7,1 % (1 Sitz). Die Piraten erreichten 4,25 % (1 Sitz) und die FDP erhielt 4,19 % (1 Sitz).
Wahlen 2011
Bei der Kommunalwahl vom 11. September 2011 wurde die
SPD mit 36,5 % der Stimmen wieder die stärkste Partei im Stadtbezirk. Die Grünen wurden mit 27,9 % erstmals zweitstärkste Partei.

## Bevölkerungsentwicklung

Einwohnerentwicklung im Stadtbezirk

| Jahr | Brink-Hafen | Hainholz | Nordstadt | Vinnhorst | Gesamt |
| 2011 | -           | 6.735    | 16.636    | 6.878     | 30.249 |
| 2012 | -           | 6.821    | 16.839    | 6.934     | 30.594 |
| 2013 | -           | 6.974    | 17.040    | 6.982     | 30.996 |
| 2014 | -           | 7.180    | 17.292    | 7.042     | 31.514 |
| 2015 | -           | 7.316    | 17.602    | 7.075     | 31.993 |
| 2016 | -           | 7.295    | 17.802    | 7.242     | 32.339 |
| 2017 | -           | 7.407    | 17.829    | 7.199     | 32.435 |
| 2018 | -           | 7.501    | 18.241    | 7.199     | 32.941 |
| 2019 | -           | 7.405    | 18.047    | 7.220     | 32.672 |
| 2020 | -           | 7.384    | 17.684    | 7.186     | 32.254 |